# Cámara de Representantes de Jordania
La Cámara de Representantes de Jordania (مجلس النواب الأردني Majlis al-Nuwwab al-'Urduniyi) es la cámara baja del Parlamento jordano que, junto con el Senado, componen el poder legislativo del Reino Hachemita de Jordania.
La Cámara de Representantes jordana se compone de 120 miembros electos, donde todos son elegidos por votación pública secreta directa, incluido el presidente de la Cámara.